# ジョアシャン・ミュラ
ジョアシャン・ボナパルト・ミュラ（フランス語: Joachim Murat, 1767年3月25日 - 1815年10月13日）は、フランスの軍人で、元帥。ナポリ王国の国王（公式な称号は両シチリア王）としてジョアッキーノ1世（イタリア語: Gioacchino I, 在位：1808年 - 1815年）を称した。アブキール、アイラウ、ドレスデンなどでの突撃で名を馳せた伝説的な騎兵指揮官として知られる。
第一統領ナポレオン・ボナパルトの妹マリア・アヌンツイアッタ・ボナパルトと結婚してその義弟となり、ジョアシャン＝ナポレオン・ミュラ（フランス語: Joachim-Napoléon Murat）と改名した。帝政期には皇族として遇され、ベルク大公爵およびクレーフェ公国の君主（在位：1806年 - 1808年）となり、次いでナポリ王に転じた。

## 生涯

### 仕官
旅籠屋を営む傍らタレーラン＝ペリゴール家の不動産管理人でもあったピエール・ミュラの末子（12人兄弟だった）として、カオール近郊のラバスティド＝フォルトゥニエール（現在のロット県クール・ド・コス）で生まれた。両親の希望で聖職者になるため神学校に入学する（このとき後々まで親友となるジャン＝バティスト・ベシェールと出会っている）が、全く不向きで、1787年に女性と駆け落ちして放校された。無一文で放浪していた時にたまたま出くわした騎兵中隊に飛び入りで入隊したことから軍歴が始まり、2年ほどで軍曹にまで出世するが、一時帰郷して小間物屋を開いた。ミュラは風采が良く人気者だったため、郷里のジャコバン派としてかなり有名になったが、やがて軍に復帰し、浮沈を繰り返しつつ若手の騎兵指揮官として頭角を現していった。1792年には少尉になっているが、当時の士官選出は兵士の選挙によっていたため、このことはミュラが部隊でも人気者だったことを示している。

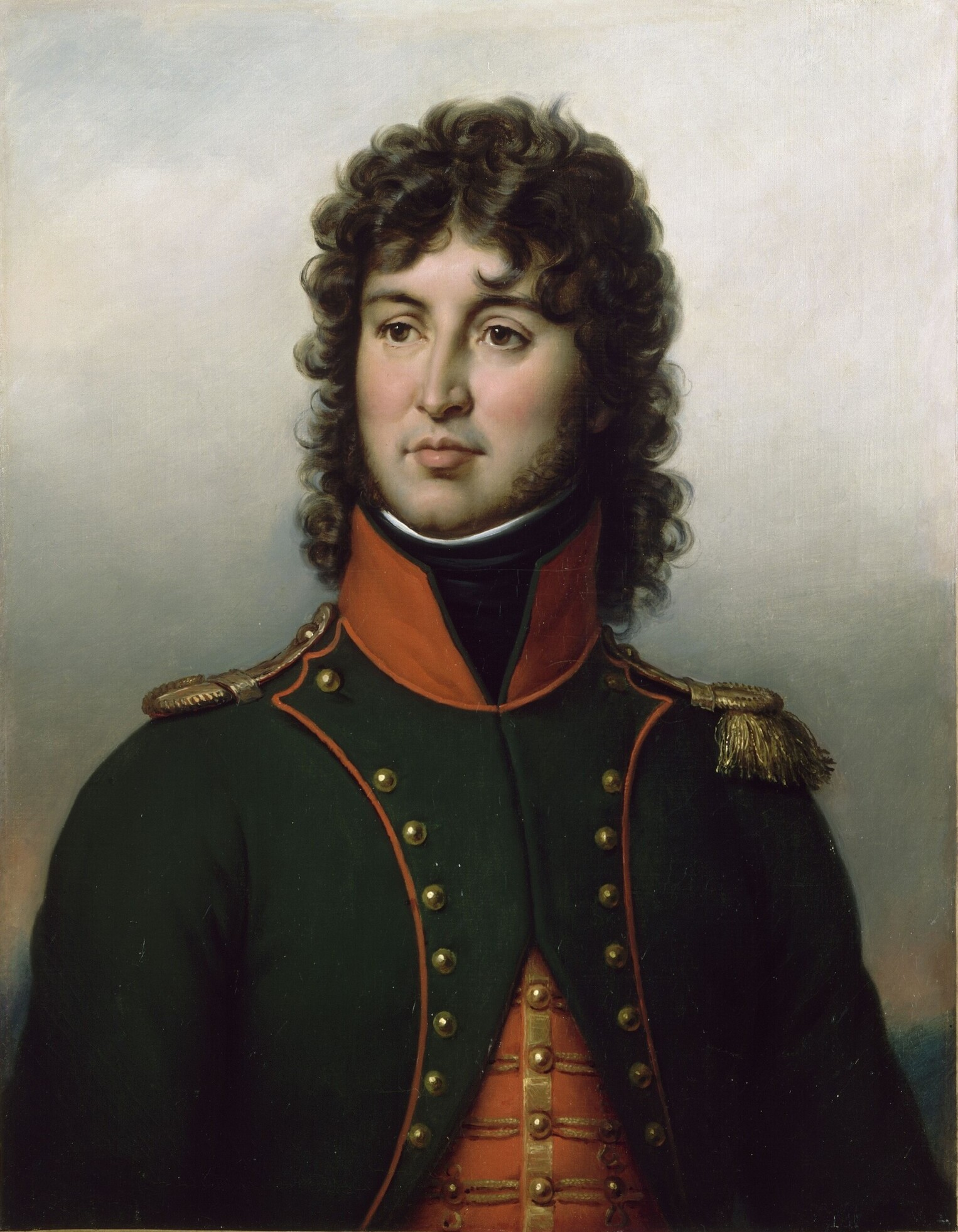
若き日のミュラ（ポーラン・ゲラン画、1835年頃）

### 台頭
1795年のヴァンデミエールの反乱において、パリ市内での大砲奪取任務の参加者を募集していたナポレオン・ボナパルト（当時ポール・バラスの副官だった）と出会い、任務に志願して見事成功させ、王党派の反乱鎮圧に貢献する。ナポレオンはこの功績で脚光を浴びることとなり、ミュラにとっても大きな転機となった。その後、ナポレオンのイタリア遠征に自ら志願して参加し、エジプト遠征では負傷するものの見事な働きを見せ、ナポレオンの側近として、また優秀な騎兵指揮官として名声を確立させた。特に1799年のアブキールの戦いでは自ら敵陣に切り込み、敵大将を討ち取るという華々しい戦果を挙げた。1800年にはナポレオンの妹カロリーヌと結婚、名実共にボナパルト家の一員となる。1804年には元帥に昇進、帝国顕官大提督に就任した。数々の戦いでその騎兵指揮官としての能力を存分に発揮し、ナポレオンをして「世界最高の騎兵」と賞賛せしめた。この時期におけるアイラウの戦いでの決定的な働きは軍事史における最も目覚ましい活躍の一つとして語り継がれている。しかし、高位の軍司令官としては判断力、決断力共に欠け、元帥昇進後あたりから失策が目立ち始める。

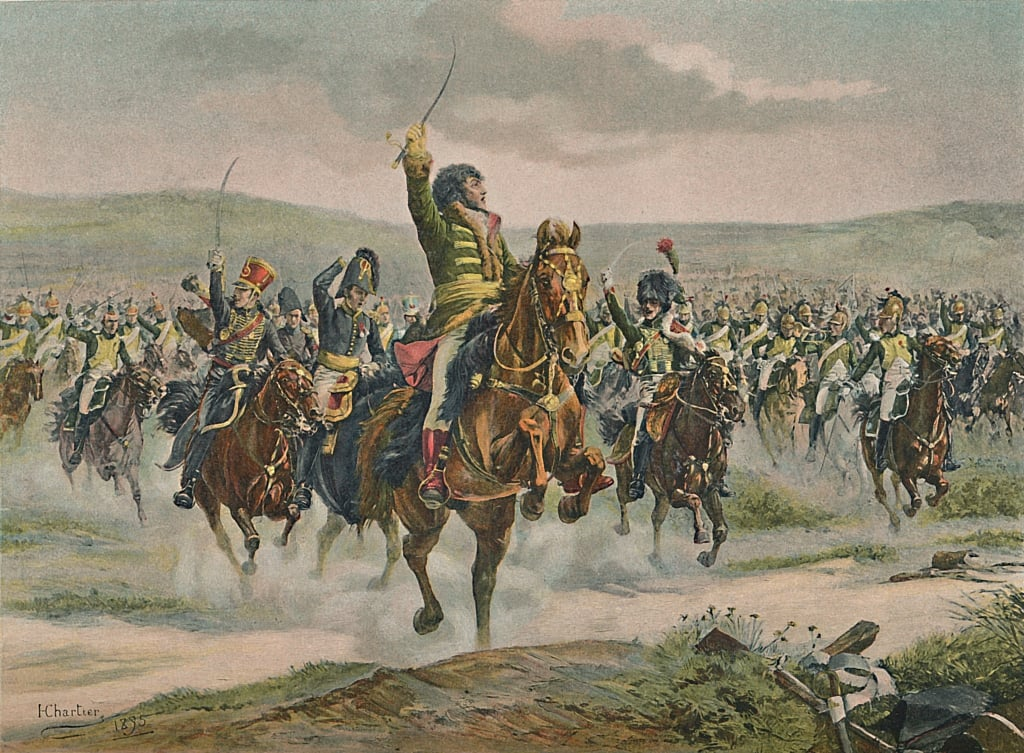
イエナの戦いにおけるミュラ（ヘンリー・チャーター画、1895年頃）

### 離反
1806年にベルク大公となり、1808年にはスペイン王となったナポレオン1世の兄ジョゼフに代わってナポリ王位を与えられ、ジョアッキーノ1世を名乗った。しかし、こうした栄達は彼を保守的・退嬰的にした。また、権力欲が極めて強く、かつ頭が回って気も強い妃のカロリーナに焚きつけられて、自らの王国を守ろうとする態度が露骨になると共に、ナポレオン1世との関係もぎくしゃくし始めた。1812年のナポレオンに従いロシア遠征に参加するが、これが大敗に終わると自らの地位保全のために敵国イギリスやオーストリアと独断で交渉を始め、1814年に至り完全にフランスから離反した。

### 転落
フランスからの離反の決断とともに、イタリア統一を夢想し始めるが、そんな野望が通る筈もなく、ウィーン会議では王位の剥奪が決定された。ミュラはひとたび裏切ったナポレオンの元に戻ることを決意し、イタリア方面での抑えを期待したナポレオンもそれを認めた。しかし、ナポレオンがエルバ島を脱出すると、独断でオーストリアと開戦して大敗し、フランスに逃げ戻った。激怒したナポレオン1世からは仕官を認められず、ワーテルローの戦いの後に僅かな手勢と共にナポリ奪回の兵を挙げて失敗（ナポリ戦争）、逮捕の後に処刑された。

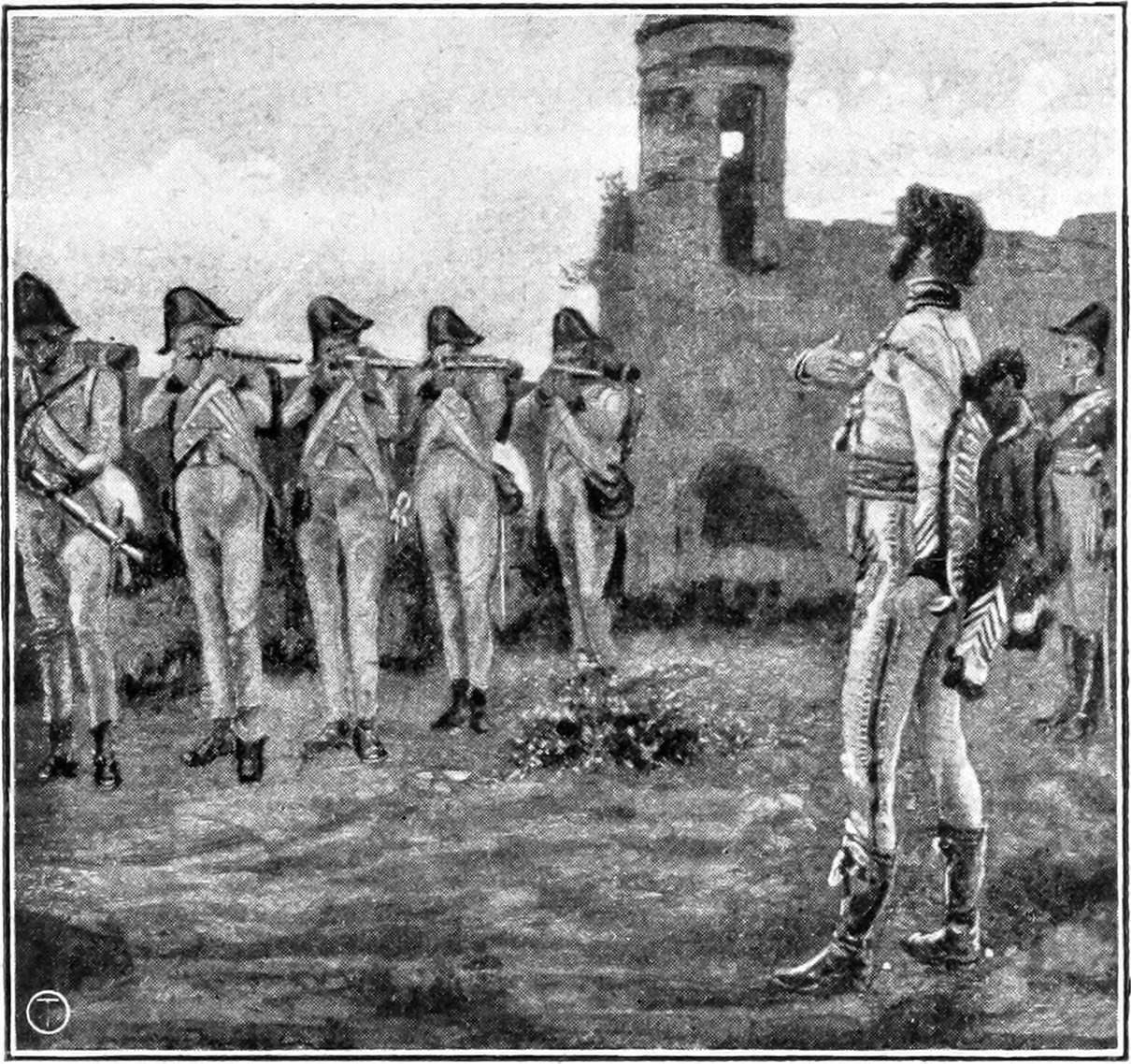
銃殺されるミュラ

## 人物像

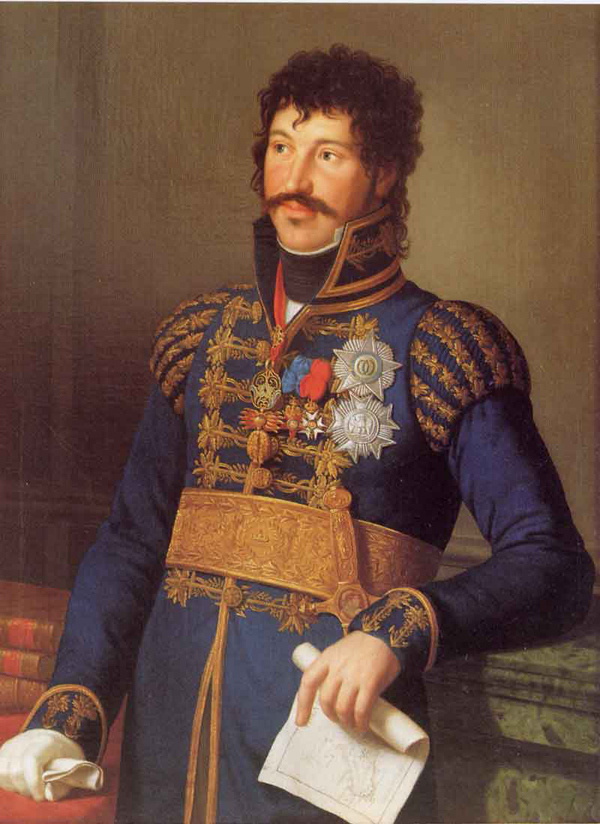
両シチリア王ジョアッキーノ1世（ハインリヒ・シュミット画、1814年）

恐らく同時代に類を見ないほど優秀な騎兵指揮官であり、ナポレオンの戦いには欠かせない貴重な戦力だった。素晴らしい騎手にしてサーベルを扱わせれば天下無双、勇気胆力全く欠ける所が無く、どんな乱戦にも真っ先に飛び込み平然と生還する勇者でもあった。長身で威風堂々とし、甘いマスクと気の利いた弁舌を備えた大変な伊達男で、自らデザインした派手な軍服に身を包み戦場を疾駆するその姿は、敵味方問わず感嘆の的だった。

しかし彼の能力は完全にそこまでで、馬を降りれば優柔不断で軽薄で浅はかであり、大軍を指揮する能力も戦略眼も政治外交能力もなかった。ナポレオンはこう評している。
元帥同士の人間関係では、上述のベシェールとは親友同士の間柄であったが、ジャン・ランヌやルイ＝ニコラ・ダヴーからは忌み嫌われていた。
自らを中世の騎士になぞらえ、そのサーベルには座右の銘「名誉と貴婦人の為に」を刻み、女性からの賛美の視線を何よりの喜びとした稀代の伊達男の最期は銃殺刑だったが、その折に彼は銃殺隊に「顔は撃つな、まっすぐ心臓を撃て」と伝えている。しかし無情にも、数発の銃弾は自慢の美貌を傷つけてしまったという。フランス国王に復位したルイ18世がミュラの処刑を命じたのは、1804年に行われたアンギャン公処刑の復讐とも言われている。同僚の元帥ミシェル・ネイも銃殺刑に処されている。

## ナポリ王ジョアッキーノ1世
ナポリ王位に就いたミュラは、必ずしもナポレオン1世のフランスに従属するのではなく、改革派の南イタリア出身者を政権に登用して、自立を志向し国民の利益にも配慮した政策を行った。これは一定の支持を獲得し、ミュラが廃位・処刑された後もミュラ派と呼ばれる政治勢力となって残り、イタリア統一運動の先駆者として評価する向きもある。

## 家族
カロリーヌとの間に2男2女を儲けた。長男アシルはアメリカ合衆国に亡命し、ジョージ・ワシントンの曾姪孫にあたるキャサリン・ウィリス・グレイと結婚して、フロリダで農園を経営した。次男リュシアンはイタリア統一戦争の際にはボルボーネ家に代わるナポリ国王の地位に推されたが、実現しなかった。
また、父方の従妹マリー・アントワネットはホーエンツォレルン＝ジグマリンゲン侯カールに嫁いでいる。その孫レオポルトはスペインの王位継承問題で国王候補に推され、普仏戦争の遠因となった。

## 画像

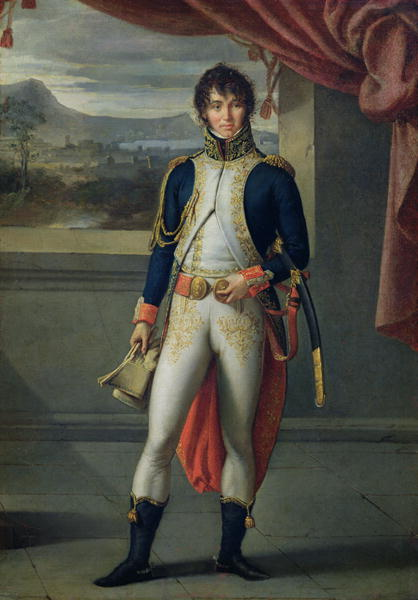
フランス軍服姿のミュラ
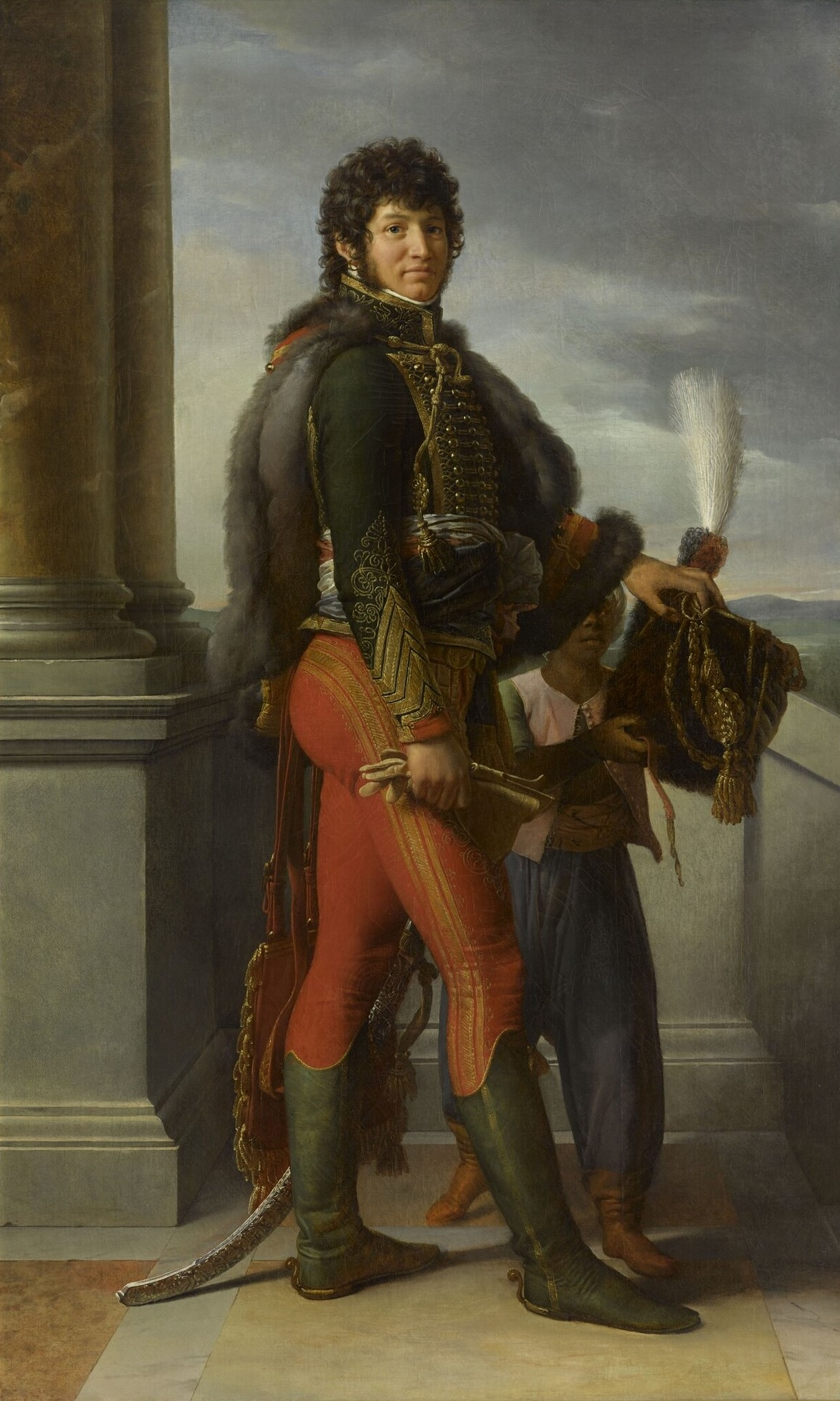
ユサール騎兵大佐の軍服を着たミュラ（ヴェルサイユ宮殿蔵）
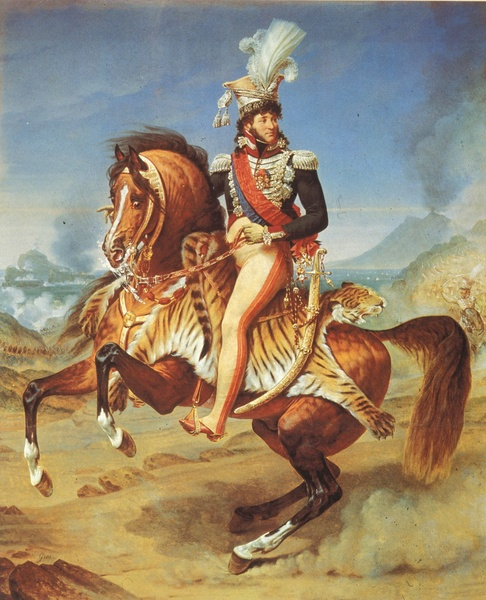
ポーランド軍服姿のミュラ
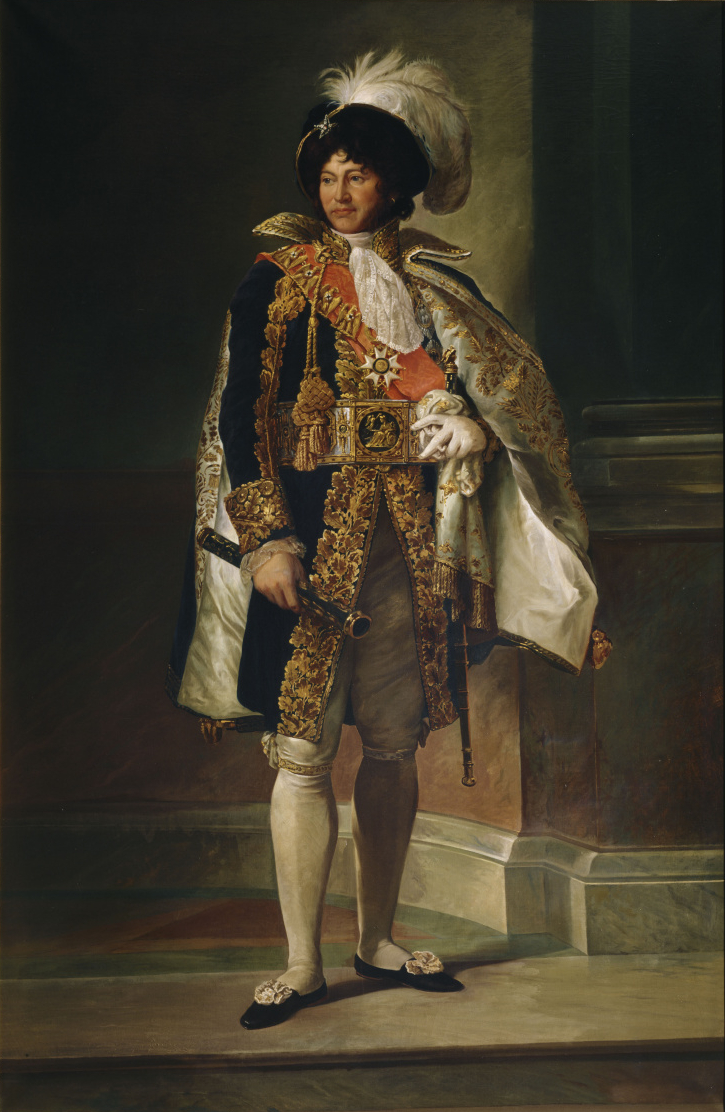
大陸軍元帥姿のミュラ